# Stanisław Kubicki
Stanisław Kubicki (ur. 7 listopada 1889 w Ziegenhain, zm. najprawdopodobniej w czerwcu 1942 w Warszawie lub Berlinie) – polski malarz, grafik, poeta i publicysta, przedstawiciel nurtu ekspresjonizmu w sztukach plastycznych i literaturze.

## Życiorys
Był drugim dzieckiem inżyniera Witalisa oraz Marii z d. Stark. W 1908 uczęszczał na wydział architektury w Berliner Bauakademie, na Wydział Filologiczny Friedrich-Wilhelm-Universität, oraz na botanikę i zoologię. Nie ukończył jednak żadnego fakultetu. Należał do Towarzystwa Tomasza Zana i do Grupy Narodowej. Utrzymywał ożywione kontakty ze środowiskiem skupionym wokół czasopisma „Die Aktion” i „Der Sturm”, w których publikował swoje pierwsze prace plastyczne. W tym okresie ożenił się z Margerete Schuster, która przyjęła nazwisko męża oraz imię Małgorzata. Rozpoczęte kolejne studia w 1911 w Akademie der Künste przerwała I wojna światowa. Został wcielony do niemieckiej armii i wysłany do Wielkopolski.
W 1918 wyjechał do Berlina, gdzie w 1922 założył grupę „Progressive”, wystawiającą swoje prace w Düsseldorfie, Akwizgranie, Amsterdamie, Chicago i Moskwie. Do 1933 współpracował z czasopismem „a-z”. W tamtym okresie swojej twórczości odchodził już od ekspresjonizmu w stronę kubizmu i konstruktywizmu. W tym samym roku współzakładał anarchistyczną grupę artystyczną „Die Kommune”. Jak zauważyła Lidia Głuchowska – badaczka twórczości artysty – poglądy polityczne Kubickiego dalekie były od komunistyczno-partyjnych deklaracji, a stanowiły bardziej próbę pogodzenia artystycznych idei z anarcho-syndykalizmem środowiska, z którym artysta się stykał.
W Poznaniu, lecząc odniesione rany, poznał Jerzego Hulewicza, zakładającego właśnie (w 1917) czasopismo „Zdrój”. Na jego łamach Kubicki zamieszczał swoje drzeworyty, wiersze, tłumaczenia tekstów i wypowiedzi programowe. Wraz z redaktorem naczelnym poznańskiego czasopisma oraz z Władysławem Skotarkiem, Stefanem Szmają, Janem Jerzym Wronieckim, Augustem Zamoyskim i swoją żoną Małgorzatą Kubicką założył ekspresjonizującą grupę „Bunt”. Brał udział we wszystkich wystawach tej grupy: w Berlinie (czerwiec 1918), Düsseldorfie, Poznaniu, Krakowie (wespół z formistami) i we Lwowie (lata 1919–1920).
Utrzymywał kontakty z dadaistami berlińskimi, w Polsce znany jest głównie jako grafik i spiritus rector poznańskiej ekspresjonistycznej grupy Bunt, jednak był również wybitnym kolorystą. Jego dzieła malarskie, poetyckie i programowe, a także rozprawy z zakresu filozofii przyrody wyróżniają się w sposób szczególny na tle dokonań artystycznych pierwszej fazy klasycznej awangardy w Europie Środkowej.
Wraz z żoną Margarete, graficzką, malarką i poetką, od 1916 utrzymywał kontakty z wydawcą awangardowego berlińskiego czasopisma „Die Aktion” i galerii o tej samej nazwie. Około 1917 zainicjowali oni kontakty wystawiennicze i wydawnicze polskich i niemieckich ekspresjonistów. Kubicki jako jeden z siedmiu twórców z Polski i jedyny przedstawiciel grupy Bunt 1919/1920 wystawiał swe prace w najsłynniejszej galerii awangardy „Der Sturm” i publikując jednocześnie swe grafiki w czasopiśmie Herwartha Waldena.
Związany był zwłaszcza z „dadazofem” Raoulem Hausmannem i „arcydadaistą” Johannesem Baaderem, czego efektem był tzw. epizod kubo-dadaistyczny w jego twórczości. Zuryski dadaizm, zwłaszcza propozycje programowe i formalne Tristana Tzary interpretował w duchu ideologii „nowego człowieka”. Wraz Hausmannem na przełomie lat dwudziestych i trzydziestych realizował eksperymenty naturoznawczo-fotograficzne.

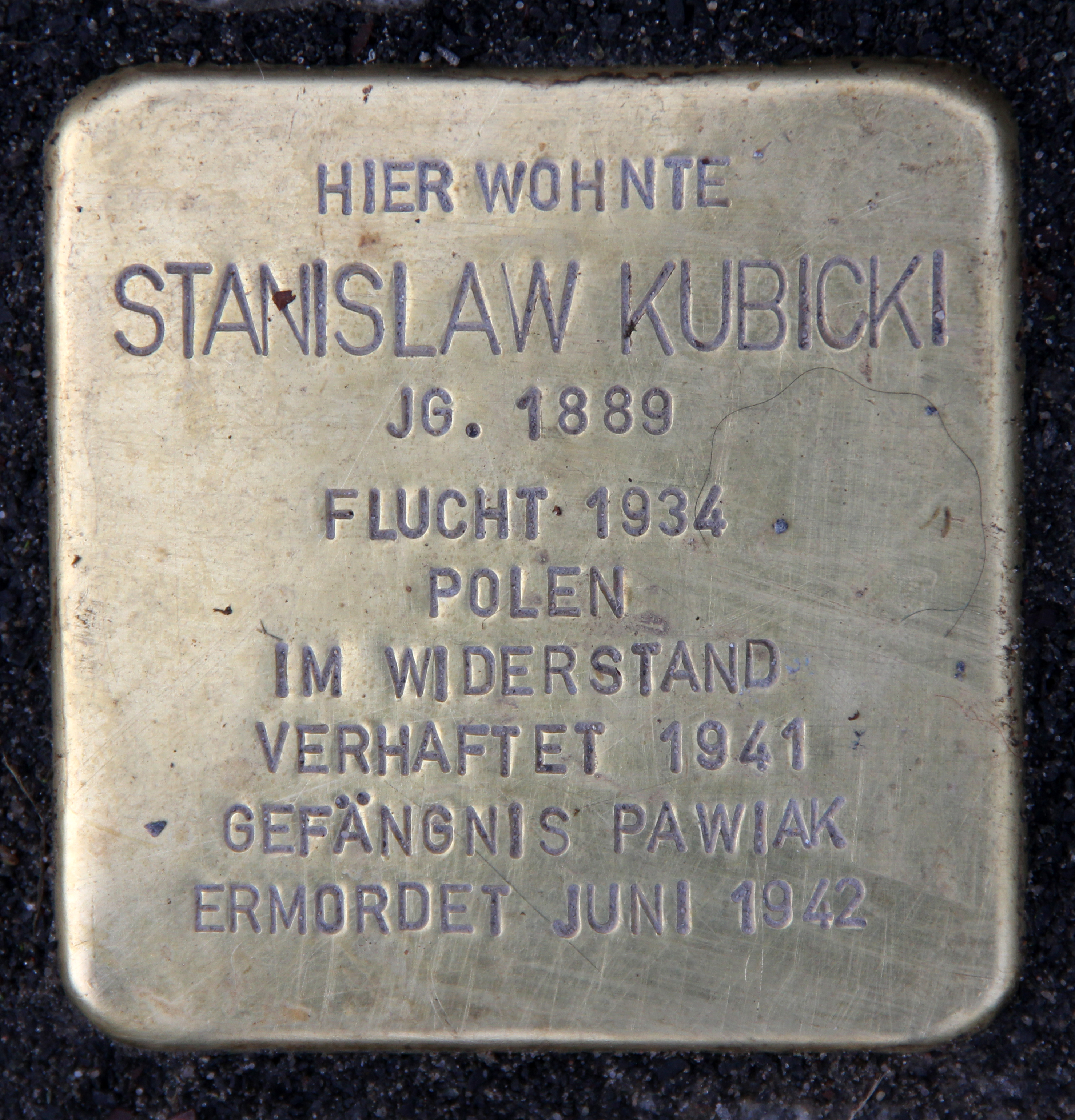
Stolperstein przed wcześniejszym miejscem zamieszkania Stanisława Kubickiego na berlińskiej Onkel-Bräsig-Straße 46

W latach 1919–1922 pisał wiersze i teksty programowe w duchu awangardowego internacjonalizmu, jednocześnie w języku polskim i niemieckim. Jego ostatnim dziełem malarskim był niedokończony obraz Mojżesz przed krzewem gorejącym.
W latach 1935–1938 w posiadłości Mycielskich w Kobylempolu pod Poznaniem stworzył jedyne swe dzieło architektoniczne (a zarazem jedyną pracę na zlecenie), pomnik ku czci Józefa Piłsudskiego.
W związku z szykanami w Niemczech przeprowadził się w 1933 z Berlina do Poznania. Przed wybuchem II wojny światowej starał się o wyjazd do ogarniętej wojną domową Hiszpanii. Porzucił malarstwo na rzecz poezji i literatury. W czasie okupacji niemieckiej wstąpił do organizacji „Wolność” i pomagał Armii Krajowej. Jeździł jako kurier z informacjami z Polski do ambasady Mandżurii w Berlinie, skąd były one następnie przekazywane do rządu polskiego w Londynie. Latem 1941 roku został aresztowany w Warszawie. Nie zostało jednoznacznie wyjaśnione, czy przy przypadkowej kontroli, czy też wskutek czyjegoś donosu. Dokładna data śmierci nie jest znana. Jego ostatni list z Pawiaka pochodzi z 14 stycznia 1942. Jego polska rodzina została poinformowana o jego śmierci w czerwcu 1942 r. Miejsce pochówku nie jest znane.
W 1959 w Berlinie ukazały się poświęcone mu albumy pt. Pflanzenzeichnungen i Tierzeichnungen, zawierające prace graficzne, malarskie oraz utwory poetyckie.

## Wybrane obrazy

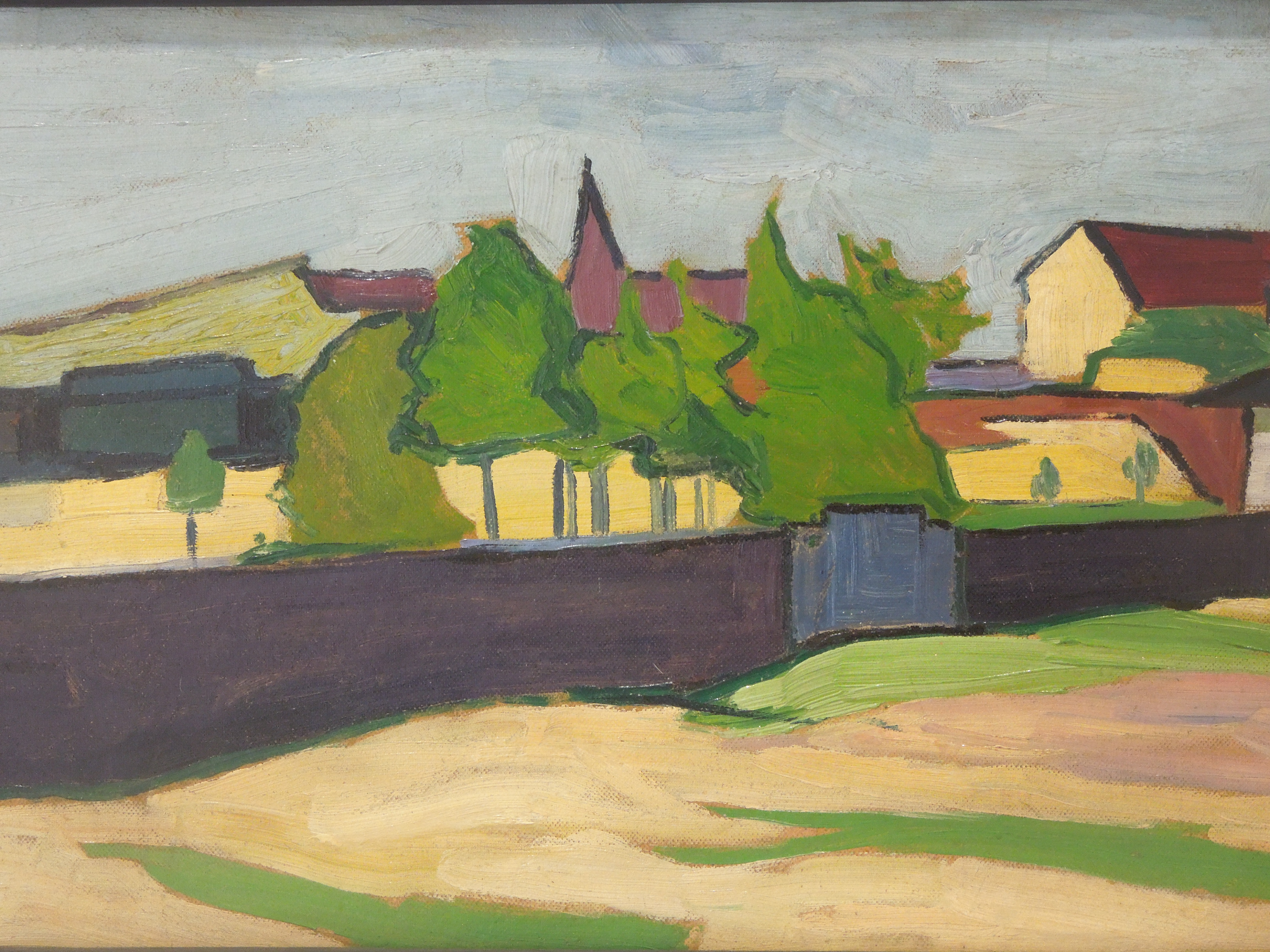
Miasteczko (1913 r.)
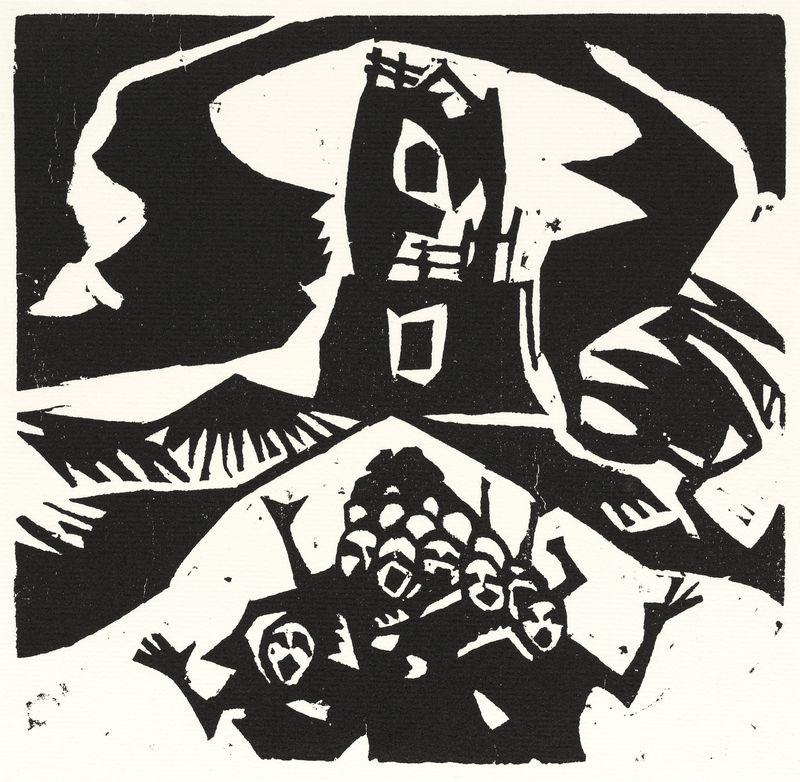
Wieża Babel II (1918 r.)
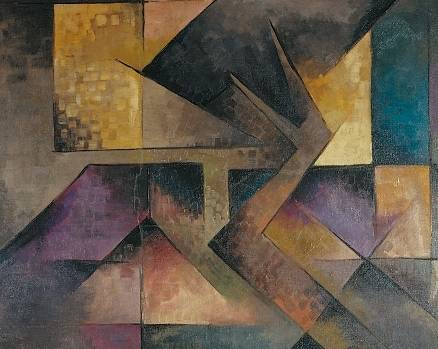
Autoportret VII (1922 r.)
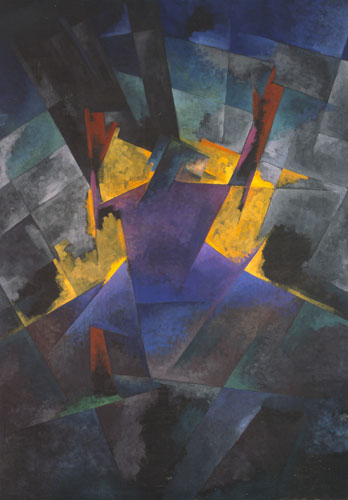
Mojżesz przed krzewem gorejącym (1933 r.)
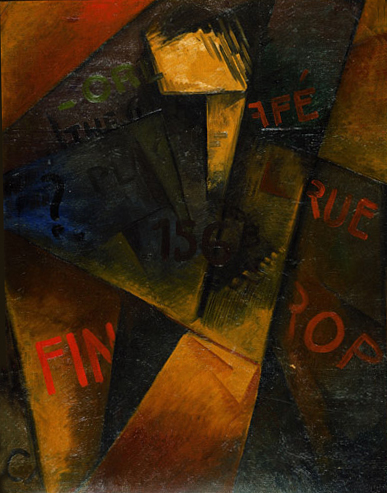
Eintretender (przed 1939 r.)
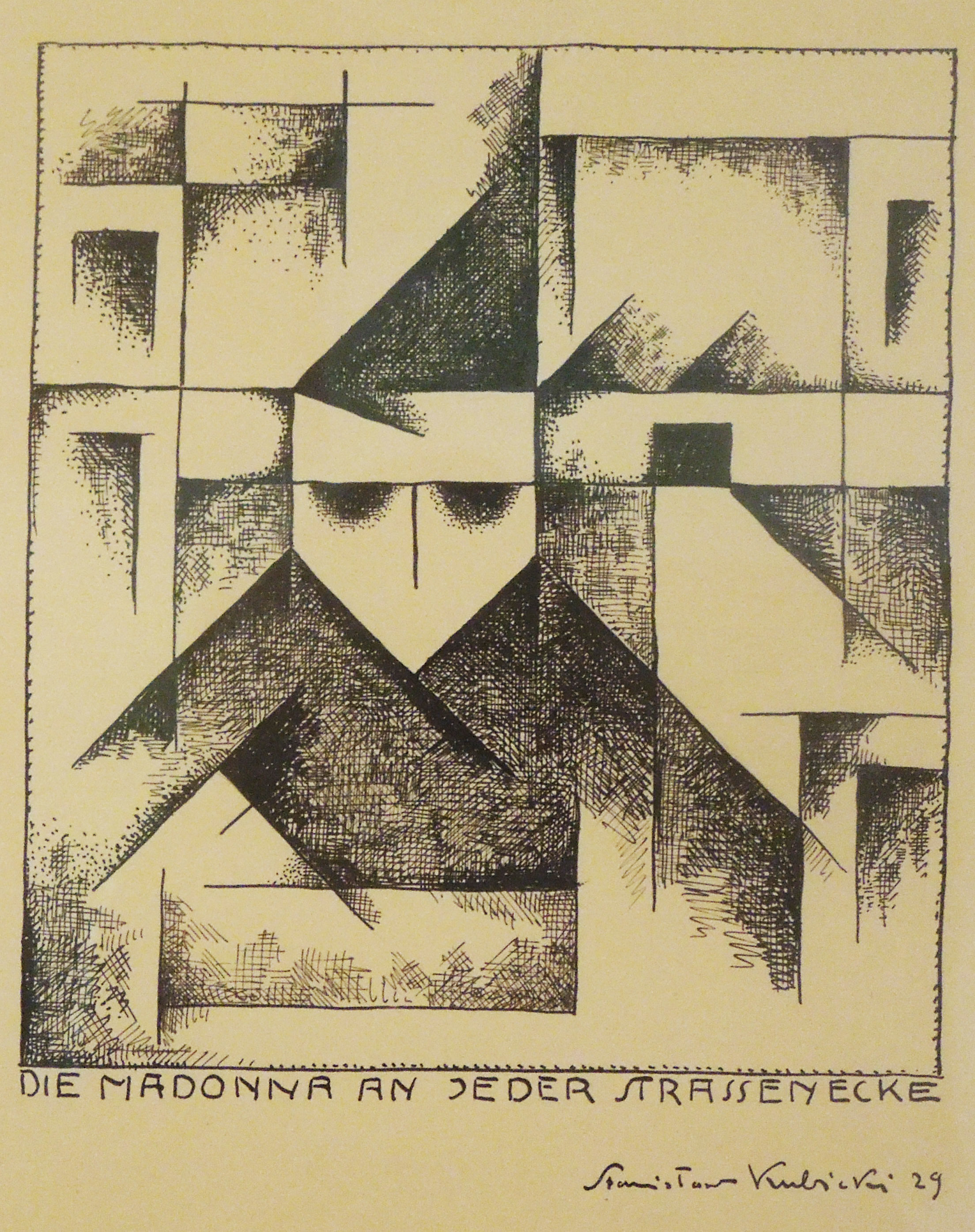
Madonna stoi na rogu każdej ulicy (1929 r.)
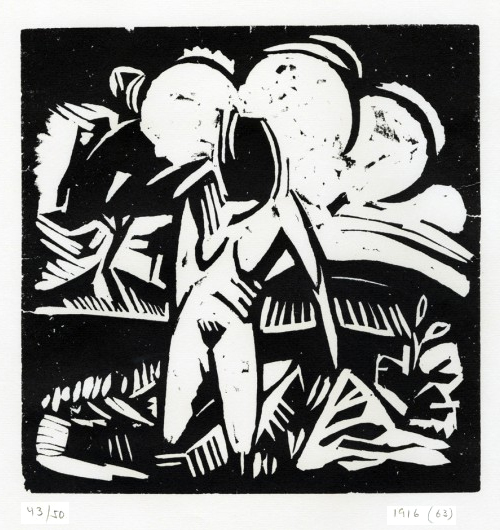
Akt z chmurami (1916 r.)